# Dolany (okres Olomouc)
Dolany (hanácky Dolanê) jsou obec ležící v okrese Olomouc. Žije zde přibližně 3 000 obyvatel. Katastrální území obce má rozlohu 2366 ha.
Ve vzdálenosti 9 km jihozápadně leží statutární město Olomouc, 9 km severně město Šternberk, 20 km západně město Litovel a 20 km severozápadně město Uničov.

## Části obce
- Dolany (včetně ZSJ Nové Sady)
- Pohořany
- Véska

Dříve byla evidenční součástí obce i osada Dolánky, původně Geblov.
V letech 1961–1990 k obci patřil i Tovéř.

## Obecní symboly
27. února 2004 byl obci udělen znak. Blason: V zeleném štítě mezi dvěma do oblouku zahnutými a dole zlatě převázanými stříbrnými vavřínovými ratolestmi zlatá koruna nad třemi (2, 1) stříbrnými hvězdami. 5. dubna 2017 byla obci udělena vlajka. Popis: V zeleném listu mezi dvěma do oblouku zahnutými a dole žlutě převázanými bílými vavřínovými ratolestmi žlutá koruna nad třemi (2, 1) bílými šesticípými hvězdami. Poměr šířky k délce listu je 2 : 3.

## Pamětihodnosti
- Zámek (obecní úřad)
- Zřícenina kartuziánského kláštera
- Kostel svatého Matouše
- Fara (Komunita Blahoslavenství)
- Altán v zahradě fary
- Zvonice (v Dolánkách)
- Sloup se sochou sv. Jana Nepomuckého

## Přírodní památky
- Památná lípa v Dolanech
- Studánka Pod Jedovou

## Sport
Hlavním odvětvím sportu v obci je fotbal. Místní klub FC Dolany, který byl od roku 1992 vyčleněný jako samostatný klub, se pravidelně od roku 2000 účastní krajského (dříve župního) přeboru v mužské kategorii.